# Xylophanes hannemanni
Xylophanes hannemanni là một loài bướm đêm thuộc họ Sphingidae. Loài này có ở México, Guatemala, Nicaragua, Costa Rica và Panama và further phía nam through Ecuador to Peru và Bolivia.
Sải cánh dài 68–83 mm. Nó giống với Xylophanes germen.
There are probably at least three generations per year. Con trưởng thành được ghi nhận quanh năm ở Costa Rica.
Ấu trùng có thể ăn Psychotria panamensis, Psychotria correae, Psychotria horizontalis, Psychotria eurycarpa, Psychotria elata và Psychotria nervosa, Palicourea padifolia, Coussarea austin-smithii và Thalia geniculata. 

## Phụ loài
- Xylophanes hannemanni hannemanni
- Xylophanes hannemanni pacifica Cadiou & Haxaire, 1997 (Thái Bình Dương region of Mexico)